# حرية العبادة (لوحة)
حرية العبادة (بالإنجليزية: Freedom of Worship)‏ هي اللوحة الزيتية الثانية من الحريات الأربع  التي رسمها الفنان الأميركي نورمان روكويل. وترتكز هذه السلسلة على الأهداف المعروفة باسم الحريات الأربع التي أعلنها الرئيس ال32 للولايات المتحدة،فرانكلين روزفلت ، في خطابه في 6 يناير 1941. يعتبر روكويل هذه اللوحة وحرية التعبير الأكثر نجاحا في سلسلة الحريات الأربع. نشرت حرية العبادة في 27 فبراير 1943.